# Бубенец, Иван Константинович
Иван Константинович Бубенец (1897—1926) — кавалерист, участник Гражданской войны, дважды Краснознамёнец (1919, 1922).

## Биография
Родился в 1897 году в деревне Александровка в семье зажиточного крестьянина. Окончил Николаевское реальное училище и гимназию в Самаре. Ещё учась в гимназии, увлёкся революционными идеями. В 1914 году Бубенец был призван на службу в царскую армию. Окончил военное училище, получив чин прапорщика. Участвовал в Первой мировой войне, дослужившись до чина штабс-капитана.
В октябре 1917 года во главе роты лейб-гвардии Егерского полка участвовал в событиях Октябрьской революции в Петрограде, в частности, в штурме Зимнего дворца, в аресте Временного правительства; был ранен и отправился лечиться в город Николаевск (ныне — Пугачёв Саратовской области). Весной 1918 году организовал в Пугачёвском уезде красногвардейский отряд, который позднее вошёл в состав 218-го Рязанского стрелкового полка. В это время он познакомился с Василием Чапаевым, который, несмотря на личную неприязнь к царским офицерам, принял его в свою 25-ю стрелковую дивизию дивизию и дал ему под командование сначала роту, затем батальон. С апреля 1919 года Бубенец уже командовал 219-м стрелковым полком, а к концу года — кавалерийской бригадой в этой дивизии. Окончил войну командиром кавалерийской бригады в составе Кавалерийской дивизии Червоного казачества. В годы Гражданской войны участвовал в боях на Уральском, Восточном и Юго-западном фронтах.
После окончания войны некоторое время учился в Военной академии, однако в 1921 году прервал учёбу. Был направлен для прохождения ознакомительного курса обучения при военной школе лётчиков-наблюдателей, куда направляли тогда именно пехотных или кавалерийских командиров для обучения применению разведывательной авиации. После его окончания проходил стажировку в 6-й авиационном разведывательном отряде «Красная Москва». Погиб в авиационной катастрофе под Севастополем 7 августа 1926 года.

## Награды
- орден Красного Знамени РСФСР (приказ РВСР № 156, 13.07.1919)[6];
- орден Красного Знамени РСФСР (приказ РВСР № 148, 30.06.1922)[6][10].

## Память
Именем И. К. Бубенца названа улица в Пугачёве.
Барельеф И. К. Бубенца помещён на памятнике В. И. Чапаеву в Пугачёве.